# Epidendrum francisci
Epidendrum francisci är en orkidéart som beskrevs av Chocce, Hágsater och M.E.Acuña. Epidendrum francisci ingår i släktet Epidendrum och familjen orkidéer. Inga underarter finns listade i Catalogue of Life.